# Cirsium yakusimense
Cirsium yakusimense là một loài thực vật có hoa trong họ Cúc. Loài này được Masam. mô tả khoa học đầu tiên.